# Marlene Mathews
Marlene Judith Mathews puis mariée O'Shea, née le 14 juillet 1934 à Sydney, est une athlète australienne.
Son mari, John O'Shea, est un joueur international gallois de rugby à XV.

## Carrière
Aux Jeux olympiques d'été de 1956 à Melbourne, elle a remporté le bronze sur 100 m et 200 m. Dans ces deux courses, elle a été battue par sa compatriote Betty Cuthbert et l'Allemande Christa Stubnick.
Elle n'a par contre pas été sélectionnée pour le relais 4 × 100 m au bénéfice de Fleur Mellor. L'équipe australienne composée de Strickland-Croker-Mellor-Cuthbert remporta le titre et améliorait le record du monde.
Mathews prouve sa polyvalence sur le sprint en signant également un record du monde sur 400 m en 57 s 0 en 1957.

## Vie privée
Marlene Mathews se marie avec le joueur international gallois de rugby à XV John O'Shea.

## Palmarès

### Jeux olympiques d'été
- Jeux olympiques d'été de 1956 à Melbourne ( Australie)
  -  Médaille de bronze sur 100 m
  -  Médaille de bronze sur 200 m

### Jeux de l'Empire britannique et du Commonwealth
- Jeux de l'Empire britannique et du Commonwealth de 1954 à Vancouver ( Canada)
  - abandon en série sur 100 yards
  - non partante sur 220 yards
- Jeux de l'Empire britannique et du Commonwealth de 1958 à Cardiff ( Pays de Galles)
  -  Médaille d'or sur 100 yards
  -  Médaille d'or sur 220 yards
  -  Médaille d'argent sur en relais 4 × 100 yards

## Records
- record du monde du 400 m en 57 s 0, le 6 janvier 1957 à Sydney (amélioration du record détenu par Eileen Edwards, sera battu par Nancy Boyle)